# Jean III de Nuremberg
Jean III (1369 – 11 juin 1420) est burgrave de Nuremberg de 1397 à sa mort et margrave de Brandebourg-Kulmbach de 1398 à sa mort.

## Biographie
Jean III est le fils aîné du burgrave Frédéric V de Nuremberg et d'Élisabeth de Misnie.
Dès 1375, Jean est fiancé à Marguerite de Bohême, la fille de l'empereur Charles IV. En 1385, Frédéric V décide de faire participer ses fils aux affaires du gouvernement. Vers 1390, il devient l'un des confidents les plus écoutés du nouvel empereur Venceslas, l'incitant à gouverner avec plus de conviction. En 1396, il participe à la bataille de Nicopolis aux côtés de Sigismond de Luxembourg et lui sauve la vie.
Après la mort de son père, il gouverna conjointement pendant quelques années avec son frère Frédéric VI. En 1403, conformément aux ordres de Frédéric V, le partage des possessions a lieu. Jean III obtient Kulmbach et réside au château de Plassenburg.
Jean III de Nuremberg est inhumé en la cathédrale d'Heilbronn.

## Mariage et descendance
En 1381, Jean III épouse Marguerite (1373-1410), fille de l'empereur Charles IV. Ils ont une fille :
- Élisabeth (1391-1429), épouse en 1412 le comte Eberhard III de Wurtemberg.